# Ljudmyla Luzan
Ljudmyla Volodymyrivna Luzan (ukrainsk: Людмила Володимирівна Лузан ; født 27. marts 1997 i  Ivano-Frankivsk) er en ukrainsk kanoroer, der konkurrerer i sprint.
Hun repræsenterede Ukraine under sommer-OL 2020 i Tokyo, hvor hun vandt sølv på C-2 500 meter og bronze på C-1 200 meter.
Under Sommer-OL 2024 som blev afholdt i Paris, vandt hun sølv.